# 타이둥시

타이둥시의 위치

타이둥시(한국어: 대동시, 중국어: 臺東市, 병음: Táidōng Shì)는 대만 타이둥현의 현할시이다. 타이둥현 정부의 소재지이다. 넓이는 109.7691km2이고, 인구는 2015년 8월 기준으로 106,836명이다.

## 역사
타이둥 평원은 예전에는 푸유마족, 아메이족이 유경생활을 하는 활동 지역이었다. 네덜란드 통치 시대부터 청초에 걸쳐 이곳은 비남(卑南)으로 불리며 한족에 의한 교역이 행해지고 있었다. 또 네덜란드 통치 시대에는 금의 채취를 목적으로 군대가 주둔해, 비남족의 이가사(利嘉社), 태안사(泰安社)와의 사이에 전투가 발생하였다. 현재에도 제1공묘 완싱 사(万姓祠)내에 전사한 네덜란드 병사의 유골이 남아 있다.
옛 이름인 보상장(寶桑庄)은 한족이 최초로 거주한 취락이다. 장소는 현재의 베이난시의 하구 남안이다. 함풍 초년에, 방료의 복건 출신 정상이 해상 교통에 적절한 이곳에 주목해 거점을 구축했고 원주민과의 교역 활동 활동을 시작했으며, 점차 한족 취락이 형성되어 동치 말년에는 한족 28호가 이곳에서 상업 활동에 종사하고 있었다. 또 농업 종사자의 이주도 진행되어 푸유마족에 농업을 전했다.
행정면에서는 광서 연간에는 비남청(卑南廳)이 설치되었고 이후 대만 순무 유명전에 의해 대동주(台東州)로 개칭되었다. 일본 통치 전에는 남향신가(南鄉新街)가 설치되었다. 일본 통치 시대에는 히난 가(卑南街), 다이토 가(台東街)가 설치되었다. 전후에는 타이둥 진(台東鎮)이 설치되어 타이둥 현의 관할이 되었으며 현 정부가 설치되었다. 1976년 1월 1일, 타이둥 시로 승격해 현재에 이르고 있다.

## 지리
타이둥시는 타이둥현 중부에 위치하고 서북쪽은 베이난향, 남쪽은 타이마리향과 각각 접하고 동쪽은 태평양에 접하고 있다. 타이둥 평원상의 베이난시(卑南渓)에 의한 충적평야로 분류되어 지세는 평탄하다.
| 타이둥현 타이둥시의 기후                                                    | 타이둥현 타이둥시의 기후 | 타이둥현 타이둥시의 기후 | 타이둥현 타이둥시의 기후 | 타이둥현 타이둥시의 기후 | 타이둥현 타이둥시의 기후 | 타이둥현 타이둥시의 기후 | 타이둥현 타이둥시의 기후 | 타이둥현 타이둥시의 기후 | 타이둥현 타이둥시의 기후 | 타이둥현 타이둥시의 기후 | 타이둥현 타이둥시의 기후 | 타이둥현 타이둥시의 기후 | 타이둥현 타이둥시의 기후 |
| 월                                                                          | 1월                      | 2월                      | 3월                      | 4월                      | 5월                      | 6월                      | 7월                      | 8월                      | 9월                      | 10월                     | 11월                     | 12월                     | 연간                     |
| --------------------------------------------------------------------------- | ------------------------ | ------------------------ | ------------------------ | ------------------------ | ------------------------ | ------------------------ | ------------------------ | ------------------------ | ------------------------ | ------------------------ | ------------------------ | ------------------------ | ------------------------ |
| 역대 최고 기온 °C (°F)                                                      | 32.7 (90.9)              | 34.0 (93.2)              | 37.4 (99.3)              | 38.2 (100.8)             | 40.2 (104.4)             | 39.5 (103.1)             | 39.0 (102.2)             | 39.3 (102.7)             | 37.8 (100.0)             | 38.5 (101.3)             | 33.3 (91.9)              | 30.8 (87.4)              | 40.2 (104.4)             |
| 일평균 최고 기온 °C (°F)                                                    | 23.2 (73.8)              | 23.8 (74.8)              | 25.4 (77.7)              | 27.8 (82.0)              | 30.0 (86.0)              | 31.8 (89.2)              | 32.6 (90.7)              | 32.2 (90.0)              | 31.3 (88.3)              | 29.4 (84.9)              | 27.1 (80.8)              | 24.3 (75.7)              | 28.2 (82.8)              |
| 일일 평균 기온 °C (°F)                                                      | 19.7 (67.5)              | 20.2 (68.4)              | 21.8 (71.2)              | 24.1 (75.4)              | 26.4 (79.5)              | 28.3 (82.9)              | 29.1 (84.4)              | 28.8 (83.8)              | 27.7 (81.9)              | 25.8 (78.4)              | 23.6 (74.5)              | 20.8 (69.4)              | 24.7 (76.4)              |
| 일평균 최저 기온 °C (°F)                                                    | 17.1 (62.8)              | 17.5 (63.5)              | 19.0 (66.2)              | 21.3 (70.3)              | 23.7 (74.7)              | 25.5 (77.9)              | 26.2 (79.2)              | 26.1 (79.0)              | 25.0 (77.0)              | 23.2 (73.8)              | 21.1 (70.0)              | 18.3 (64.9)              | 22.0 (71.6)              |
| 역대 최저 기온 °C (°F)                                                      | 7.2 (45.0)               | 7.5 (45.5)               | 9.7 (49.5)               | 11.6 (52.9)              | 15.9 (60.6)              | 17.1 (62.8)              | 20.5 (68.9)              | 20.9 (69.6)              | 18.3 (64.9)              | 15.2 (59.4)              | 9.3 (48.7)               | 8.9 (48.0)               | 7.2 (45.0)               |
| 평균 강수량 mm (인치)                                                       | 33.1 (1.30)              | 40.7 (1.60)              | 36.5 (1.44)              | 64.8 (2.55)              | 138.3 (5.44)             | 201.9 (7.95)             | 250.2 (9.85)             | 316.4 (12.46)            | 295.6 (11.64)            | 215.0 (8.46)             | 99.3 (3.91)              | 45.8 (1.80)              | 1,737.6 (68.4)           |
| 평균 강수일수 (≥ 0.1 mm)                                                    | 8.4                      | 9.1                      | 9.3                      | 10.9                     | 14.4                     | 11.5                     | 10.1                     | 11.7                     | 12.8                     | 9.9                      | 8.6                      | 8.4                      | 125.1                    |
| 평균 상대 습도 (%)                                                          | 71.5                     | 72.9                     | 73.3                     | 75.2                     | 77.3                     | 77.3                     | 76.0                     | 76.6                     | 76.3                     | 72.6                     | 72.1                     | 70.7                     | 74.3                     |
| 평균 월간 일조시간                                                          | 93.7                     | 85.1                     | 102.1                    | 116.8                    | 148.0                    | 210.2                    | 253.2                    | 223.5                    | 173.1                    | 157.3                    | 122.2                    | 98.6                     | 1,783.8                  |
| 출처: 중화민국 교통부 중앙기상국 (평년값: 1991년~2020년, 극값: 1901년~현재) |                          |                          |                          |                          |                          |                          |                          |                          |                          |                          |                          |                          |                          |

## 교육
- 국립 타이둥 대학

## 교통
- 타이완 철로관리국 타이둥 선
- 타이완 철로관리국 남회선
- 타이둥 공항